# Rakhine (stat)
Rakhine (burmesisk: ရခိုင်ပြည်နယ်, tidligere Arakan) er en delstat i Burma. Delstaten ligger på vestkysten ved Den Bengalske Bugt. Hovedstad er Akyab.
I nord adskilles den sydlige del af Bangladesh fra delstaten Rakhine i Myanmar af Naf-elven.
Mere end 700.000 af rohingya-folket har forladt delstaten, og lever som flygtninge i Bangladesh.
Distrikterne i Rakhine er, sorteret efter folketælling i 2014:
- Sittway – 535.583
- Myauk U – 669.131
- Kyaukpyu – 439.923
- Thandwe – 357.840
- Maungtaw – 96.330